# ANNニュースセブン
『ANNニュースセブン』（エイエヌエヌニュースセブン）は、1975年3月31日から1987年9月27日までテレビ朝日（旧：NETテレビ）系列 (ANN) で放送された朝の報道番組である。

## 概要
『ANNニュースフレッシュ』の前身。キャスターは基本的にシフト制であったが、主に初期には川内一誠（元：NETテレビ報道部デスク）、神田秀一（後のテレビ朝日皇室担当記者）、牟田口義郎（当時『朝日新聞』記者）、山形定房、広渕升彦等がキャスターを務めており、後には堀越むつ子、中里雅子、西田百合子、小宮悦子、松井康真等のアナウンサーがキャスターを務めている。
放送時間は開始当初は午前7:00 - 7:30の30分間で、当時は朝ニュースの放送時間がNHKが20分、他のキー局が15分と言う中で、唯一のワイドニュースとして注目を集めた。1978年10月からはモスクワオリンピックの情報を伝えるオリンピックニュースをこの番組の後に放送、1979年4月以降は7:15までの放送となり、以降朝のニュースは結果的に15分に戻る形となった。
1985年4月1日からは1986年3月28日までは、報道・情報番組『おはようTODAY』（関東地方及び一部地域）に内包しており、当番組とは『おはようTODAY』キャスターが兼任していた。

## 歴代のメインキャスター
| 期間                   | 月 - 水曜                              | 木・金曜                               | 土・日曜           |
| ---------------------- | -------------------------------------- | -------------------------------------- | ------------------ |
| 1975年4月 - 1982年3月  | （シフト勤務）                         | （シフト勤務）                         | （シフト勤務）     |
| 1982年4月 - 1984年3月  | 堀越むつ子                             | 中里雅子                               | 西田百合子         |
| 1984年4月 - 1985年3月  | （シフト勤務）                         | （シフト勤務）                         | （シフト勤務）     |
| 1985年4月 - 1985年9月  | （『おはようTODAY』 キャスターが兼務） | （『おはようTODAY』 キャスターが兼務） | 吉澤一彦           |
| 1985年10月 - 1986年3月 | （『おはようTODAY』 キャスターが兼務） | （『おはようTODAY』 キャスターが兼務） | （シフト勤務）     |
| 1986年4月 - 1987年3月  | （シフト勤務）                         | （シフト勤務）                         | （シフト勤務）     |
| 1987年4月 - 1987年9月  | （シフト勤務）                         | （シフト勤務）                         | 松井康真、雪野智世 |

## ネットしていた局
系列は放送当時のもの。
| 放送対象地域           | 放送局             | 系列        | 備考                                                                                        |
| ---------------------- | ------------------ | ----------- | ------------------------------------------------------------------------------------------- |
| 関東広域圏             | テレビ朝日         | ANN         | 制作・幹事局 1977年3月までは、NETテレビの局名（社名は日本教育テレビ）                       |
| 北海道                 | 北海道テレビ       | ANN         |                                                                                             |
| 青森県                 | 青森放送           | NNN/ANN     | 開始から1977年4月1日までは月曜日から土曜日も放送 1977年4月3日から最終回までは日曜日のみ放送 |
| 宮城県                 | 東日本放送         | ANN         | 1975年10月開局から                                                                          |
| 秋田県                 | 秋田テレビ         | FNN/ANN     | ANN加盟期間中の1981年4月から1987年3月までネット。                                           |
| 山形県                 | 山形テレビ         | FNN/ANN     | 1975年4月7日から1979年7月1日まで                                                            |
| 山形県                 | 山形放送           | NNN/ANN     | 1979年7月2日から最終回まで放送。                                                            |
| 福島県                 | 福島放送           | ANN         | 1981年10月から                                                                              |
| 新潟県                 | 新潟総合テレビ     | FNN/ANN     | 日曜日は未ネット 1981年4月から1983年9月まで 2019年10月からは、NST新潟総合テレビへ社名変更。 |
| 新潟県                 | 新潟テレビ21       | ANN         | 1983年10月から                                                                              |
| 静岡県                 | 静岡けんみんテレビ | ANN         | 1979年7月から 1993年10月から、静岡朝日テレビに社名変更。                                    |
| 中京広域圏             | 名古屋テレビ       | ANN         |                                                                                             |
| 近畿広域圏             | 朝日放送           | ANN         |                                                                                             |
| 岡山県                 | 岡山放送           | FNN/ANN     | 1979年3月打ち切り 放送当時の局名は、テレビ岡山                                              |
| 広島県                 | 広島ホームテレビ   | ANN         |                                                                                             |
| 香川県 →香川県・岡山県 | 瀬戸内海放送       | ANN         | 岡山県では1979年4月1日から放送                                                              |
| 福岡県                 | 九州朝日放送       | ANN         |                                                                                             |
| 鹿児島県               | 鹿児島テレビ       | FNN/NNN/ANN | 1981年3月打ち切り                                                                           |
| 鹿児島県               | 鹿児島放送         | ANN         | 1982年10月から                                                                              |